# Man (manke)
 For alternative betydninger, se Man. (Se også artikler, som begynder med Man)
Manen eller manke (fra oldnordisk makki) er de lange hår på oversiden af hestens hals. Hestens man går fra manken og op mellem hestens ører, hvor den ender ud i pandelokken.
Manen findes i mange forskellige farver og grovheder, afhængig af race og afstamning af hesten.
Ukyndige "hippologer" kalder en man en manke.[kilde mangler]